# CSS Chickamauga
CSS Chickamauga – parowo–żaglowy łamacz blokady zakupiony przez marynarkę Skonfederowanych Stanów Ameryki, z przeznaczeniem do działań krążowniczych podczas wojny secesyjnej jako rajder przeciwko statkom i okrętom Unii w końcowym okresie wojny.

## Losy
Pod koniec wojny, gdy CS Navy brakowało okrętów, postanowiono zakupić w Wilmington w stanie Karolina Północna właśnie zbudowany łamacz blokady „Edith”. 28 października okręt wyszedł w morze pod dowództwem por. Johna Wilkinsona w kierunku Long Island, gdzie zdobył sześć pryzów (cztery z nich zniszczył), a stamtąd na Bermudy celem uzupełnienia zapasów. Jednak władze brytyjskie, coraz bardziej restrykcyjne wobec działań CS Navy, zgodziły się na tylko częściowe doposażenie okrętu. W dodatku na Bermudach zdezerterowała większość załogi (woleli pływać na łamaczach blokady), co spowodowało, że Wilkinson postanowił wrócić do Wilmington, gdzie zawinął 19 listopada.
Podczas bombardowania Fortu Fisher w końcu grudnia 1864 roku część załogi okrętu służyła jako artylerzyści na lądzie, a sam okręt dostarczał fortowi amunicji.
Po ewakuacji Wilmington „Chickamauga” wszedł w ujście rzeki Cape Fear, gdzie – by nie dostał się w ręce unionistów – został spalony przez własną załogę 25 lutego 1865 roku.